# Gamarde-les-Bains
Gamarde-les-Bains település Franciaországban, Landes megyében. Lakosainak száma 1552 fő (2022. január 1.). Gamarde-les-Bains Cassen, Goos, Hinx, Louer, Montfort-en-Chalosse, Nousse, Poyanne, Poyartin, Préchacq-les-Bains és Saint-Geours-d’Auribat községekkel határos.

## Népesség
A település népességének változása:
| Lakosok száma | 877  | 780  | 857  | 979  | 1166 | 1226 | 1319 | 1405 | 1460 | 1552 |
|               | 1968 | 1982 | 1990 | 2006 | 2013 | 2015 | 2017 | 2019 | 2020 | 2022 |